# جوليتا فاليرو
جوليتا فاليرو (بالإسبانية: Julieta Valero)‏ (27 يوليو 1971، مدريد في إسبانيا)؛ كاتِبة وشاعرة إسبانية. درست في جامعة كمبلوتنسي بمدريد.